# US Monastir
Union Sportive Monastirienne w skrócie US Monastir (arab. لاتحاد الرياضي المنستيري) – tunezyjski klub piłkarski, grający obecnie w pierwszej lidze, mający siedzibę w mieście Monastyr, leżącym nad Morzem Śródziemnym.

## Historia
Klub został założony w 1923 roku pod nazwą Ruspina Sports, a w 1942 roku został przemianowany na Union Sportive Monastirienne. Nowa nazwa wzięła się od fuzji Ruspiny z innymi klubami w mieście, a także zjednoczenia nacjonalistów walczących z reżimem kolonialnym. Zespół nie wywalczył nigdy mistrzostwa kraju, a w pierwszej lidze ponownie gra od 1998 roku.

## Sukcesy
- I liga[1]
  - wicemistrzostwo (3): 2021/2022 , 2023/2024 , 2024/2025

- Puchar Tunezji[2]
  - zwycięstwo (1): 2020.
  - finał (1): 2009.

## Występy w afrykańskich pucharach
| Sezon     | Rozgrywki           | Runda              | Kraj                          | Klub                | Dom | Wyjazd | Dwumecz      |
| --------- | ------------------- | ------------------ | ----------------------------- | ------------------- | --- | ------ | ------------ |
| 2020/2021 | Puchar Konfederacji | wstępna            | Etiopia                       | Fasil Kenema SC     | 2–0 | 1–2    | 3–2          |
| 2020/2021 | Puchar Konfederacji | 1                  | Libia                         | Al-Ahly Trypolis    | 2–0 | 0–0    | 2–0          |
| 2020/2021 | Puchar Konfederacji | play-off           | Maroko                        | Raja Casablanca     | 1–0 | 0–1    | 1–1 (k. 5–6) |
| 2022/2023 | Liga Mistrzów       | 1                  | Rwanda                        | APR FC              | 3–0 | 0–1    | 3–1          |
| 2022/2023 | Liga Mistrzów       | 2                  | Egipt                         | Al-Ahly Kair        | 0–1 | 0–3    | 0–4          |
| 2022/2023 | Puchar Konfederacji | play-off           | Maroko                        | Renaissance Berkane | 1–0 | 0–0    | 1–0          |
| 2022/2023 | Puchar Konfederacji | gr. D (2. miejsce) | Tanzania                      | Young Africans SC   | 2–0 | 0–2    | 2–2          |
| 2022/2023 | Puchar Konfederacji | gr. D (2. miejsce) | Mali                          | AS Real Bamako      | 2–1 | 1–1    | 3–2          |
| 2022/2023 | Puchar Konfederacji | gr. D (2. miejsce) | Demokratyczna Republika Konga | TP Mazembe          | 1–0 | 2–0    | 3–0          |
| 2022/2023 | Puchar Konfederacji | ćwierćfinał        | Wybrzeże Kości Słoniowej      | ASEC Mimosas        | 0–0 | 0–2    | 0–2          |

## Stadion
Domowe mecze zespół rozgrywa na stadionie Stade Mustapha Ben Jannet w Monastyrze, mogącym pomieścić 20000 widzów. Nosi imię Mustaphy Ben Janneta, jednego z nacjonalistów tunezyjskich.